# Amblyseius paraaerialis
Amblyseius paraaerialis är en spindeldjursart som beskrevs av Muma 1967. Amblyseius paraaerialis ingår i släktet Amblyseius och familjen Phytoseiidae. Inga underarter finns listade i Catalogue of Life.